# Foire de Glasgow
La foire de Glasgow est une fête ayant lieu dans la dernière quinzaine de juillet à Glasgow en Écosse. Cette foire fut autorisée entre 1189 et 1195 par le roi Guillaume Ier d’Écosse grâce à l'influence de l'évêque Jocelin.

## À l'époque victorienne
La foire était l'évènement majeur de l'été à Glasgow. Elle se tenait à proximité de Glasgow Green, parc se situant sur la rive nord de la Clyde. On y trouvait aussi bien des objets en cire que des stands de whisky. Jusque vers 1960, la plupart des entreprises et usines locales fermaient leurs portes pendant la foire, tandis que les employés et leurs familles se pressaient dans les gares comme St Enoch et sur le bateau à vapeur permettant de franchir la Clyde.

## Actuellement
De nos jours, moins d'entreprises ferment leurs portes pour la foire. Il y aurait une volonté politique locale pour réintroduire la foire sur Glasgow Green, mais actualisée avec des attractions modernes.